# Заріччя (Овруцька міська громада)
Заріччя (Шваби, Застав'є) — село в Україні, в Овруцькій міській територіальній громаді Коростенського району Житомирської області. Населення становить 1 452 особи (2001).

## Географія
Село розташовано на Словечансько-Овруцькому кряжі, на річці Норинь.

## Населення

### Мова
Розподіл населення за рідною мовою за даними перепису 2001 року:
| Мова       | Кількість | Відсоток |
| ---------- | --------- | -------- |
| українська | 1421      | 97.87 %  |
| російська  | 27        | 1.86 %   |
| білоруська | 4         | 0.27 %   |
| Усього     | 1452      | 100 %    |

## Історія
У 1906 році Шваби, село Велико-Фосенської волості Овруцького повіту Волинської губернії. Відстань від повітового міста 2 версти, від волості 5. Дворів 180, мешканців 932.
Є одним з перших поселень древнього Овруцького краю.
Найстарша жителька села — Лукерія Ігнатівна Лукашевич, якій виповнилося 103 роки (2019).
До 13 квітня 2017 року — адміністративний центр Зарічанської сільської ради Овруцького району Житомирської області.

## Інфраструктура
Сільська релігійна громада має Свято-Михайлівський храм. У селі є дошкільний навчальний заклад «Теремок», футбольна команда «Заріччя».